# Eucalanus mucronatus
Eucalanus mucronatus är en kräftdjursart som beskrevs av Giesbrecht 1888. Eucalanus mucronatus ingår i släktet Eucalanus och familjen Eucalanidae. Inga underarter finns listade i Catalogue of Life.